# Комар блискучий
Комар блискучий (Sabethes cyaneus) — вид комарів з роду Sabethes родини Комарі (Culicidae).

## Поширення
Комаха мешкає в дощових лісах Центральної і Південної Америки.

## Опис
За розмірами блискучий комар практично не відрізняється від інших комарів: довжина тіла 3-4 мм, розмах ніг — до 14 мм.
Тулуб комахи суцільно покрито широкими сплющеними лусочками, які переливаються на світлі різними кольорами — синій, блакитний, фіолетовий, золотистий або зелений. У самців нижня фаланга лапок часто покрита густою бахромою з золотим відливом. Антепроноти (вусики близько хоботка) незвично великі і також покриті блискучою, але дуже рідкісною бахромою. Крила переливаються в тон всьому тілу.
Як і інші комарі блискучий є переносником небезпечних вірусних захворювань: жовтої гарячки, деяких вірусних енцефалітів.